# 周養
周養（しゅうよう）は、安土桃山時代の臨済宗尼僧。慶光院4世住持。戦乱で中断していた神宮式年遷宮に尽力した。

## 来歴
伊勢宇治の山幡経政の娘。
豊受大神宮（外宮）の129年ぶりの式年遷宮を復興した慶光院3世清順（永禄8年（1566年）示寂）の跡を嗣ぎ、皇大神宮（内宮）の式年遷宮復興に着手。元亀3年（1572年）正親町天皇の綸旨を得て諸国を勧進し、天正3年（1575年）荒廃していた内宮の仮殿遷宮を挙行した。引き続き神職の上部貞永とともに式年遷宮の実現に尽力し、天正11年（1583年）正親町天皇の綸旨を得たほか、織田信長、豊臣秀吉、関氏などの支援を受け、特に秀吉からは巨費に加えて遷宮の一切を任せる旨の朱印を賜っている。天正13年（1585年）両正宮の式年遷宮斎行が実現。内宮の遷宮は123年ぶりの復興となった。2代にわたる慶光院の尽力を称え、後世同院を「伊勢上人」「遷宮上人」と呼称した。豊臣家や江戸幕府の後援も篤く、特に秀吉は稲葉道通・古田重勝に命じて慶光院居宅（現・祭主職舎）を造営し、100石の院領を与えている。江戸幕府からは慶長8年（1603年）引き続き式年遷宮の管領を任されている。
続く慶長14年（1609年）の式年遷宮にも姪の周清（後の慶光院5世）とともに尽力し、慶長16年（1611年）遷化。明治38年（1905年）11月18日、正四位を追贈されている。